# Ramona Rey (album)
Ramona Rey – debiutancka płyta Ramony Rey, wydana 19 czerwca 2006 przez Sony BMG Music Entertainment Poland.

## Lista utworów
1. "Pięknie jest" – 3:57
2. "Niewiele wiem" – 3:18
3. "Zanim słońce wstanie" (gościnnie Sztyk) – 3:53
4. "Tak jak ty (krótka)" – 0:32
5. "To co chcę" – 5:48
6. "Jak to widzisz?" – 4:46
7. "Zobacz mnie" – 4:25
8. "W jej pokoju" – 3:30
9. "To się nie uda" – 3:36
10. "Oni są normalni" – 3:57
11. "Siódma rzeka" – 4:00
12. "P.S." – 1:19
13. "Dojdę tam" (gościnnie Sztyk) – 3:35
14. "Tak jak ty" – 3:22